# Fritz London
Fritz Wolfgang London (* 7. März 1900 in Breslau; † 30. März 1954 in Durham, North Carolina, USA) war ein deutsch-amerikanischer Physiker.

## Leben
Fritz London entstammte einer wohlhabenden großbürgerlichen deutsch-jüdischen Familie. Er studierte in Bonn, Frankfurt am Main, Göttingen, München und Paris. Im Jahr 1921 promovierte er in München. Nach kurzer Tätigkeit als Lehrer setzte London sein Physikstudium in Göttingen und München von 1922 bis 1925 fort, war 1926/27 Assistent von Paul Peter Ewald an der Technischen Hochschule Stuttgart und studierte in Zürich und Berlin bei Erwin Schrödinger. In Berlin habilitierte sich Fritz London im Jahr 1928. Seine erste Vorlesung als Privatdozent an der Friedrich-Wilhelms-Universität in Berlin hielt er im Wintersemester 1928/29 über Quantenmechanik, insbesondere Anwendungen auf die Mehrkörperprobleme und auf die Chemie.
Zusammen mit Walter Heitler veröffentlichte London 1927 die erste quantenmechanische Behandlung einer chemischen Bindung, nämlich der Bindung im Wasserstoff-Molekül (Valenzstrukturtheorie, Valenzbindungstheorie, VB-Theorie). Nach der Machtergreifung 1933 sah er sich zur Emigration gezwungen und arbeitete zwischen 1933 und 1936 zusammen mit seinem Bruder Heinz London, der ebenfalls Physiker war, an der Universität Oxford. 1936 wechselte er als Forschungsdirektor nach Paris.

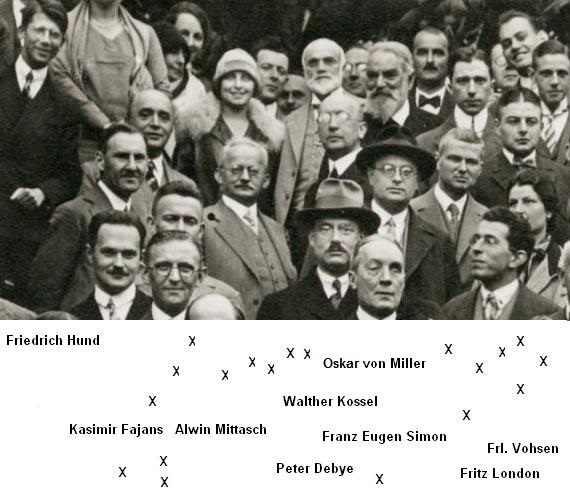
Fritz London auf der Bunsen-Tagung 1928 in München

1939 emigrierte London in die USA und wurde dort Professor für Theoretische Chemie an der Duke-Universität in Durham. 1953 erhielt er eine Professur für Physikalische Chemie. 1941 wurde er Fellow der American Physical Society.

## Werk
Fritz London erarbeitete die Theorie der chemischen Bindung homöopolarer Moleküle. Sie wird als Meilenstein der modernen Chemie angesehen. Gemeinsam mit seinem Bruder Heinz London entwickelte er eine phänomenologische Deutung der Supraleitung, die mit Hilfe der Quantenmechanik zu einem besseren Verständnis chemischer Beobachtungen beitrug. In den USA arbeitete er hauptsächlich auf dem Gebiet der Suprafluidität.
Im Jahr 1939 erschien das Buch La théorie de l'observation en mécanique quantique (51 Seiten, Paris, Hermann & Cie), welches er mit Edmond Bauer (1880–1963) geschrieben hatte.

## Wirkung
- Nach Fritz London ist die London-Kraft benannt.
- Alle drei Jahre wird der internationale Fritz-London-Preis für Tieftemperaturphysik verliehen.
- London-Gleichung